# Насименто Родригес, Игор Тиаго
И́гор Тья́го Насиме́нту Родри́гес (порт.-браз. Igor Thiago Nascimento Rodrigues; род. 26 июня 2001, Гама, Федеральный округ) — бразильский футболист, нападающий английского клуба «Брентфорд».

## Клубная карьера
Тиаго — воспитанник клуба «Крузейро». 23 января 2020 года в матче Лиги Минейро против «Боа» он дебютировал за основной состав. В этом же поединке Игор забил свой первый гол за «Крузейро». 9 августа в матче против «Ботафого» он дебютировал в бразильской Серии B. В начале 2022 года Тиаго перешёл в болгарский «Лудогорец». 30 апреля в матче против столичного ЦСКА он дебютировал в чемпионате Болгарии. В этом же поединке Игор забил свой первый гол за «Лудогорец». В 2023 году розыгрыше Лиги конференций против бельгийского «Андерлехта» он забил два гола. В составе Лудогорца Игор дважды выиграл чемпионат, а также завоевал Кубок и Суперкубок Болгарии.
Летом 2023 года Тиаго перешёл в «Брюгге», подписав контракт на четыре года. Продажа нападающего за почти 8 млн евро, стала рекордной для болгарского клуба.

## Достижения
«Лудогорец»
- Победитель чемпионата Болгарии (2): 2021/22, 2022/23
- Обладатель Кубка Болгарии: 2022
- Обладатель Суперкубка Болгарии: 2022/23